# Département d'Apure
1824–1830
Entités précédentes :
- Province de Mérida
- Province de Barinas

Entités suivantes :
- Département de l'Orénoque

Le département d'Apure (departamento de Apure, en espagnol) est une subdivision administrative de la Grande Colombie créée en 1824. Il est situé sur le territoire de l'actuel Venezuela.

## Histoire
Le territoire du département d'Apure correspond à ce qui auparavant formait la province de Barinas qui fait partie de la capitainerie générale du Venezuela sous régime colonial espagnol.
Il est créé en 1824 par le biais de la Ley de División Territorial de la República de Colombia et inclut le territoire des actuels États d'Apure et de Barinas, ainsi que quelques portions des États de Portuguesa et de Mérida. 
En 1826, il est fusionné avec la province de Guyana pour former le département de l'Orénoque

## Géographie

### Divisions administratives
Selon la Ley de División Territorial de la República de Colombia du 25 juin 1824, le département d'Apure est subdivisé en 2 provinces :
- Province de Barinas
- Province d'Achaguas